# لارد أباد (مقاطعة فارياب)
لارد أباد (بالإنجليزية: Mowtowr-e Hay-e Lardabad Hur)‏ هي مستوطنة تقع في البلدة المركزية في إيران. يقدر عدد سكانها بـ 26 نسمة .